# Hans-Günther Weber
Hans-Günther Weber (* 27. Juni 1916 in Merseburg; † 1. September 2003 in Braunschweig) war ein deutscher Verwaltungsjurist. Über 20 Jahre war er Oberstadtdirektor von Braunschweig.

## Leben
Seine Schulzeit verbrachte Weber in Leipzig. Früh trat er der SPD bei. In der Zeit des Nationalsozialismus wurde er wegen seiner politischen Einstellung verhaftet und im Zweiten Weltkrieg in ein Konzentrationslager verbracht. Im Jahr 1947 riet Erich Zeigner Weber zur Flucht aus der Sowjetischen Besatzungszone. In Hannover wurde Weber Assistent von Kurt Schumacher, dem Vorsitzenden der SPD. Dort kam er in Verbindung mit Annemarie Renger, deren enger Mitarbeiter er später wurde. In den 1950er Jahren arbeitete er im Hessischen Innenministerium. Daneben studierte er Rechtswissenschaft an der Johannes Gutenberg-Universität Mainz. Als Sohn eines Hallenser Corpsstudenten war er seit 1950 Mitglied des Corps Borussia Halle, das sich im Jahr 1955 in Mainz rekonstituierte. Als Gast kam er zum Corps Saxonia Frankfurt, das 1949 als Hallenser Nachfolgecorps in Frankfurt am Main gegründet worden war. Um ihr Mitglied werden zu können, musste er eine Mensur fechten. Ihr stellte er sich 1952 beim ersten Nachkriegscongress des KSCV auf der Wachenburg. Mit „Wickelkopf“ fuhr er zum Dienst nach Wiesbaden, um am Abend wieder am Congress teilzunehmen. Von 1954 bis 1960 war er Landrat des Landkreises Wetzlar und danach bis 1980 Oberstadtdirektor von Braunschweig. Er gestaltete den Wiederaufbau der Stadt, betrieb die Städtepartnerschaften und förderte in vielen Ehrenämtern den Sport.
Während des Bundestagswahlkampfs 1976 engagierte sich Weber gemeinsam mit Winfried Döbertin als Vorsitzender der Fritz-Erler-Gesellschaft, die linke Positionen innerhalb der SPD medienwirksam anprangerte. Aufgrund dieser Wahlkampfhilfe für die CDU/CSU wurde gegen Weber ein Parteiordnungsverfahren angestrengt, woraufhin er aus der SPD austrat. Er wurde Vorsitzender der Sozialen Demokratischen Union, gründete mit Parteifreunden 1977 die Ludwig Frank-Stiftung für ein freiheitliches Europa e. V. (LFS), deren Ehrenvorsitzender er 1999 wurde. Er stand Franz Josef Strauß nahe, mit dem ihn der politische Kampf gegen Oskar Lafontaine verband und der als Verteidigungsminister eine Kaserne in Mannheim nach dem jüdischen SPD-Politiker Ludwig Frank benannte. Weber engagierte sich in der Liberal-Konservativen Aktion.
Im Jahr 1977 forderte Weber nach dem Mord an der Braunschweiger Familie Kraemer die Wiedereinführung der Todesstrafe.

## Auszeichnungen
- Ehrendoktor einer Universität in Bandung
- Verdienstorden der Bundesrepublik Deutschland, Großes Bundesverdienstkreuz (6. Februar 1980)
- Ehrenplakette der Deutschen Olympischen Gesellschaft
- Goldene Plakette für besondere Verdienste um die Stadt Braunschweig

## Werke
- Abschied von Deutschland – Die Wandlung der SPD von Schumacher bis Lafontaine. Universitas 1996, ISBN 978-3-8004-1334-8.